# Dürener Turnverein 1847 2022-2023
Questa voce raccoglie le informazioni riguardanti il Dürener Turnverein 1847 nelle competizioni ufficiali della stagione 2022-2023.

## Stagione
Il Dürener Turnverein 1847 partecipa alla stagione 2022-23 con la denominazione sponsorizzata SWD powervolleys Düren.
In 1. Bundesliga si classifica al quarto posto in regular season, spingendosi poi fino alle semifinali dei play-off scudetto, dove viene eliminato dallo Charlottenburg. In Coppa di Germania si spinge fino in finale, sconfitto sempre dalla formazione berlinese; in Coppa di Lega, dopo aver perso ai quarti di finale con il Netzhoppers, ottiene un quinto posto finale, sconfiggendo il Giesen e l'Herrsching.
A livello continentale è impegnato in Champions League, senza riuscire a superare la fase a gironi.

## Organigramma societario
Area direttiva
- Presidente: Rüdiger Hein

Area tecnica
- Allenatore: Björn-Arne Alber
- Allenatore in seconda: Bernd Werscheck
- Assistente allenatore: Karolina Suwińska
- Scoutman: Kamil Kwiecinski, Kai Niklaus

Area sanitaria
- Medico: Stefan Lukowsky
- Fisioterapista: Jonas Runge

## Rosa
| N° | Nome                | Ruolo | Data di nascita | Nazionalità sportiva |
| -- | ------------------- | ----- | --------------- | -------------------- |
| 1  | Ivan Batanov        | L     | 25 aprile 2000  | Germania             |
| 2  | Jonas Winterscheidt | S     | 25 ottobre 2001 | Germania             |
| 4  | Melf Urban          | C     | 28 giugno 2001  | Germania             |
| 5  | Luuc van der Ent    | C     | 27 luglio 1998  | Paesi Bassi          |
| 6  | Erik Röhrs          | S     | 24 aprile 2001  | Germania             |
| 7  | Filip John          | O     | 1º agosto 2001  | Germania             |
| 8  | Björn Andrae        | S     | 14 maggio 1981  | Germania             |
| 9  | Marcin Ernastowicz  | S     | 31 luglio 1997  | Polonia              |
| 10 | Tobias Brand        | S     | 9 luglio 1998   | Germania             |
| 11 | Michael Andrei      | C     | 6 agosto 1985   | Germania             |
| 12 | Eric Burggräf       | P     | 10 marzo 1999   | Germania             |
| 13 | Sebastián Gevert    | O     | 23 giugno 1988  | Cile                 |
| 14 | David Pettersson    | C     | 21 gennaio 1994 | Svezia               |
| 16 | Leo Bernsmann       | L     | 14 luglio 2004  | Germania             |
| 17 | Tomáš Kocian        | P     | 27 marzo 1988   | Germania             |

## Statistiche

### Statistiche di squadra
| Competizione      | Punti | In casa | In casa | In casa | In trasferta | In trasferta | In trasferta | Totale | Totale | Totale |
| Competizione      | Punti | G       | V       | P       | G            | V            | P            | G      | V      | P      |
| ----------------- | ----- | ------- | ------- | ------- | ------------ | ------------ | ------------ | ------ | ------ | ------ |
| 1. Bundesliga     | 29/11 | 13      | 7       | 6       | 14           | 7            | 7            | 27     | 14     | 13     |
| Coppa di Germania | -     | 1       | 1       | 0       | 2            | 2            | 0            | 4      | 3      | 1      |
| Coppa di Lega     | -     | -       | -       | -       | -            | -            | -            | 3      | 2      | 1      |
| Champions League  | 3     | 3       | 1       | 2       | 3            | 0            | 3            | 6      | 5      | 1      |
| Totale            | -     | 17      | 9       | 8       | 19           | 9            | 10           | 40     | 24     | 16     |

G = partite giocate; V = partite vinte; P = partite perse

### Statistiche dei giocatori
| Giocatore        | 1. Bundesliga | 1. Bundesliga | 1. Bundesliga | 1. Bundesliga | 1. Bundesliga | Coppa di Germania | Coppa di Germania | Coppa di Germania | Coppa di Germania | Coppa di Germania | Coppa di Lega | Coppa di Lega | Coppa di Lega | Coppa di Lega | Coppa di Lega | Champions League | Champions League | Champions League | Champions League | Champions League | Totale | Totale | Totale | Totale | Totale |
| Giocatore        | P             | PT            | AV            | MV            | BV            | P                 | PT                | AV                | MV                | BV                | P             | PT            | AV            | MV            | BV            | P                | PT               | AV               | MV               | BV               | P      | PT     | AV     | MV     | BV     |
| ---------------- | ------------- | ------------- | ------------- | ------------- | ------------- | ----------------- | ----------------- | ----------------- | ----------------- | ----------------- | ------------- | ------------- | ------------- | ------------- | ------------- | ---------------- | ---------------- | ---------------- | ---------------- | ---------------- | ------ | ------ | ------ | ------ | ------ |
| B. Andrae        | 6             | 29            | 28            | 0             | 1             | 1                 | 0                 | 0                 | 0                 | 0                 | 0             | 0             | 0             | 0             | 0             | 1                | 9                | 9                | 0                | 0                | 8      | 38     | 37     | 0      | 1      |
| M. Andrei        | 18            | 119           | 77            | 40            | 2             | 3                 | 15                | 11                | 3                 | 1                 | 1             | 6             | 4             | 2             | 0             | 5                | 17               | 13               | 4                | 0                | 27     | 157    | 105    | 49     | 3      |
| I. Batanov       | 25            | 0             | 0             | 0             | 0             | 3                 | 0                 | 0                 | 0                 | 0                 | 3             | 0             | 0             | 0             | 0             | 6                | 0                | 0                | 0                | 0                | 37     | 0      | 0      | 0      | 0      |
| L. Bernsmann     | 5             | 0             | 0             | 0             | 0             | 1                 | 0                 | 0                 | 0                 | 0                 | 0             | 0             | 0             | 0             | 0             | 1                | 0                | 0                | 0                | 0                | 7      | 0      | 0      | 0      | 0      |
| T. Brand         | 25            | 382           | 326           | 33            | 23            | 3                 | 50                | 43                | 3                 | 4                 | 3             | 54            | 46            | 6             | 2             | 5                | 65               | 55               | 5                | 5                | 36     | 551    | 470    | 47     | 34     |
| E. Burggräf      | 27            | 36            | 11            | 5             | 20            | 3                 | 4                 | 0                 | 1                 | 3                 | 3             | 4             | 1             | 1             | 2             | 6                | 4                | 1                | 0                | 3                | 39     | 48     | 13     | 7      | 28     |
| M. Ernastowicz   | 27            | 215           | 158           | 28            | 29            | 3                 | 31                | 22                | 3                 | 6                 | 3             | 22            | 21            | 0             | 1             | 5                | 60               | 52               | 3                | 5                | 38     | 328    | 253    | 34     | 41     |
| S. Gevert        | 23            | 301           | 259           | 17            | 25            | 3                 | 27                | 20                | 1                 | 6                 | 2             | 12            | 11            | 1             | 0             | 4                | 42               | 38               | 1                | 3                | 32     | 382    | 328    | 20     | 34     |
| F. John          | 20            | 144           | 130           | 9             | 5             | 2                 | 2                 | 2                 | 0                 | 0                 | 3             | 54            | 50            | 3             | 1             | 4                | 47               | 39               | 6                | 2                | 29     | 247    | 221    | 18     | 8      |
| T. Kocian        | 22            | 49            | 20            | 18            | 11            | 3                 | 4                 | 3                 | 1                 | 0                 | 2             | 2             | 0             | 0             | 2             | 5                | 11               | 2                | 4                | 5                | 32     | 66     | 25     | 23     | 18     |
| D. Pettersson    | 18            | 116           | 90            | 23            | 3             | 2                 | 3                 | 2                 | 1                 | 0                 | 3             | 18            | 14            | 3             | 1             | 5                | 29               | 23               | 5                | 1                | 28     | 166    | 129    | 32     | 5      |
| E. Röhrs         | 17            | 104           | 83            | 12            | 9             | 1                 | 15                | 11                | 2                 | 2                 | 3             | 2             | 1             | 1             | 0             | 4                | 20               | 14               | 4                | 2                | 25     | 141    | 109    | 19     | 13     |
| M. Urban         | 7             | 24            | 22            | 2             | 0             | 1                 | 4                 | 4                 | 0                 | 0                 | 3             | 7             | 7             | 0             | 0             | 4                | 1                | 1                | 0                | 0                | 15     | 36     | 34     | 2      | 0      |
| L. van der Ent   | 24            | 156           | 96            | 40            | 20            | 2                 | 6                 | 4                 | 2                 | 0                 | 3             | 24            | 17            | 5             | 2             | 6                | 43               | 28               | 8                | 7                | 35     | 229    | 145    | 55     | 29     |
| J. Winterscheidt | -             | -             | -             | -             | -             | -                 | -                 | -                 | -                 | -                 | 0             | 0             | 0             | 0             | 0             | -                | -                | -                | -                | -                | 0      | 0      | 0      | 0      | 0      |

P = presenze; PT = punti totali; AV = attacchi vincenti; MV = muri vincenti; BV = battute vincenti